# Patani (jezik)
Patani jezik (ISO 639-3: ptn), austronezijski jezik kojim govori 10 600 ljudi (2000) u devet sela na otoku Halmahera, u Molucima Indonezija. Pripada jugoistočnoj podskupini južnohalmaherskih jezika.
Govori se u selima Patani, Peniti, Tepeleu, Gemya, Kipai, Wailegi, Yeisowo, Banemo i Moreala, i selu Sibenpopu uz tobelo jezik.

## Vanjske poveznice
- Ethnologue (14th)